# Ауэр, Беньямин
Бе́ньямин А́уэр (нем. Benjamin Auer; род. 11 января 1981, Ландау) — немецкий футболист, игравший на позиции нападающего и завершивший карьеру в 2017 году.

## Карьера

### «Карлсруэ»
Летом 1999 года перешёл из юношеской команды «Кайзерслаутерна» в первую команду «Карлсруэ». В первом туре Второй Бундеслиги 1999/00 впервые был включён в заявку на игру, в пятом туре впервые вышел на поле: в домашнем матче против «Киккерс» из Оффенбахa главный тренер «Карлсруэ» Райнер Ульрих выпустил Ауэра на замену вместо Кристиана Ферманна на 60-й минуте игры. 14 мая 2000 года в выездной встрече 31-го тура против «Кёльна» временно исполнявший обязанности главного тренера «Карлсруэ» Марко Пеццаюоли впервые выпустил Ауэра в стартовом составе, и Беньямин забил свой первый гол во Второй Бундеслиге. По итогам сезона 1999/2000 «Карлсруэ» выбыл из Второй Бундеслиги в Региональную лигу. По окончании сезона 1999/2000 Беньямин Ауэр перешёл в мёнхенгладбахскую «Боруссию», в то время выступавшую во Второй бундеслиге.
В июле 2000 года в составе сборной Германии до 18 лет занял третье место на домашнем чемпионате Европы до 18 лет. В матче первого тура против Украины немцы проиграли со счётом 0:1, Ауэр вышел на замену и в концовке встречи нанёс два неудачных удара по воротам. Во втором туре Германия разгромила Нидерланды со счётом 3:0, Ауэр забил третий гол на 79-й минуте игры. В третьем туре немцы победили Хорватию со счётом 3:2, Ауэр забил первый гол на 17-й минуте матча. В игре за третье место Германия победила Чехию со счётом 3:1, Ауэр заработал и реализовал пенальти. Таким образом, нападающий забил три гола в четырёх матчах чемпионата.

### Мёнхенгладбах
В сезоне 2000/01 «Боруссия» заняла второе место во Второй Бундеслиге и вернулась в Первую Бундеслигу после двухлетнего перерыва. Ауэр провёл 17 игр (во всех из которых выходил на замену), забил 2 гола. В июне 2001 года в составе сборной Германии до 20 лет выступал на чемпионате мира до 20 лет в Аргентине, где сделал хет-трик в ворота Канады и забил по голу Ираку и Франции. В матче 1/8 финала против французов Ауэр открыл счёт на 19-й минуте встречи, но немцы проиграли со счётом 2:3 и бесславно покинули турнир. Пять мячей, забитые в четырёх матчах, позволили Ауэру попасть в пятёрку лучших бомбардиров чемпионата. В компенсированное время последней игры в столкновении с французским вратарём Николя Пеннето нападающий получил тяжелейшую травму — разрыв крестообразных связок колена. Первоначально оценивалось, что Ауэр выбыл из строя на три месяца, но уже через несколько дней стало понятно, что речь идёт о шести месяцах вне игры.
В конце декабря 2001 года вернулся к тренировкам, в январе 2002 года прошёл с командой тренировочный сбор в Португалии и в первой после зимнего перерыва игре Бундеслиги вышел на замену. В весенней части сезона 2001/02 был дублёром Ари ван Лента и впервые вышел в стартовом составе в Бундеслиге лишь в матче 31-го тура против «Штутгарта», когда ван Лент был травмирован. В этой же игре забил свой первый гол в Бундеслиге. 24 апреля 2002 года продлил контракт с «Боруссией», истекавший летом 2002 года, до лета 2003 года.
В конце августа 2002 года изъявил желание покинуть «Боруссию». Причиной этого решения было недоверие со стороны главного тренера Ханса Майера, который был недоволен плохой готовностью и слабыми выступлениями Ауэра в предсезонных играх. «Майнц 05», выступавший во Второй бундеслиге, согласовал с Беньямином личный контракт, но переговоры между клубами о сумме перехода проходили не так легко: «жеребцы» хотели получить за нападающего не меньше миллиона евро, «Майнц» не хотел платить больше 500 тысяч. Переход был завершён лишь в последний день летнего трансферного окна, 1 сентября 2002 года, за две минуты до полуночи. Контракт был рассчитан на три года, сумму перехода клубы оставили втайне («kicker» оценивал её в 450—600 тысяч евро), «Боруссия» сохранила за собой право на долю от последующей перепродажи Ауэра. На тот момент Беньямин Ауэр стал самым дорогим футболистом, когда-либо купленным «Майнцем».

### «Майнц»
В сезоне 2003/04 «Майнц» занял третье место во Второй Бундеслиге и впервые в своей истории вышел в Первую бундеслигу. В том сезоне Ауэр 28 раз выходил в стартовом составе и 2 раза — на замену, забил 5 мячей. В конце мая — начале июня 2004 года в составе молодёжной (до 21 года) сборной Германии выступал на домашнем молодёжном (до 21 года) чемпионате Европы (вместе с такими футболистами, как Бастиан Швайнштайгер и Лукас Подольски), забил по голу в ворота Швейцарии и Швеции, немцы заняли третье место в группе.
11 мая 2006 года объявил, что не продлит контракт (истекавший летом 2006 года) и по окончании сезона 2005/06 покинет «Майнц» в качестве свободного агента. 11 июня 2006 года подписал контракт сроком на 2 года с «Бохумом».

### Дальнейшая карьера
Летом 2006 года Ауэр перешёл в «Бохум», но из-за перенесённых травм и вирусного заболевания он долго не мог выступать. После выздоровления его отдали в аренду в «Кайзерслаутерн», однако и здесь его продолжали преследовать травмы.
6 июня 2008 года на правах свободного агента подписал контракт сроком на 2 года с клубом «Алемания» из Ахена. В сезоне 2008/09 стал лучшим бомбардиром Второй Бундеслиги (вместе с Мареком Минталом и Седриком Макьяди), забив 16 голов. В феврале 2010 года стал капитаном «Алеманнии», сменив на этом посту Кристиана Фиеля. В мае 2010 года продлил контракт с «Алеманнией» до 2013 года. По итогам сезона 2011/12 «Алеманния» выбыла из Второй бундеслиги в Третью лигу, и Беньямин Ауэр покинул клуб и стал свободным агентом. В октябре 2012 года решил признать карьеру футболиста завершённой и сосредоточиться на руководстве сетью фитнес-студий.
30 декабря 2014 года подписал контракт сроком до конца сезона с клубом «Пирмазенс», боровшимся за выживание в юго-западной зоне Региональной лиги. Летом 2015 года подписал новый контракт ещё на сезон. В марте 2017 года окончательно завершил карьеру из-за очередной травмы колена.
Всего за карьеру в Первой Бундеслиге забил 21 гол в 87 играх, во Второй Бундеслиге забил 74 гола в 219 играх.

## Достижения
- Лучший бомбардир Второй Бундеслиги 2008/09

## Вне поля
После завершения карьеры футболиста занялся предпринимательством, руководил сетью из трёх фитнес-студий.

## Клубная статистика
(по данным weltfussball.de (нем.). Дата обращения: 7 января 2019.)
| Выступление                | Выступление                   | Выступление      | Лига | Лига | Кубок | Кубок | Еврокубки | Еврокубки | Итого | Итого |
| Клуб                       | Лига                          | Сезон            | Игры | Голы | Игры  | Голы  | Игры      | Голы      | Игры  | Голы  |
| -------------------------- | ----------------------------- | ---------------- | ---- | ---- | ----- | ----- | --------- | --------- | ----- | ----- |
| «Карлсруэ»                 | Вторая Бундеслига             | 1999/00          | 14   | 1    | 0     | 0     | 0         | 0         | 14    | 1     |
| «Карлсруэ»                 | Итого                         | Итого            | 14   | 1    | 0     | 0     | 0         | 0         | 14    | 1     |
| «Боруссия (Мёнхенгладбах)» | Вторая Бундеслига             | 2000/01          | 17   | 2    | 1     | 1     | 0         | 0         | 18    | 3     |
| «Боруссия (Мёнхенгладбах)» | Первая Бундеслига             | 2001/02          | 8    | 1    | 0     | 0     | 0         | 0         | 8     | 1     |
| «Боруссия (Мёнхенгладбах)» | Итого                         | Итого            | 25   | 3    | 1     | 1     | 0         | 0         | 26    | 4     |
| «Майнц 05»                 | Вторая Бундеслига             | 2002/03          | 26   | 10   | 0     | 0     | 0         | 0         | 26    | 10    |
| «Майнц 05»                 | Вторая Бундеслига             | 2003/04          | 30   | 5    | 1     | 0     | 0         | 0         | 31    | 5     |
| «Майнц 05»                 | Первая Бундеслига             | 2004/05          | 31   | 6    | 2     | 0     | 0         | 0         | 33    | 6     |
| «Майнц 05»                 | Первая Бундеслига             | 2005/06          | 29   | 9    | 4     | 1     | 5         | 3         | 38    | 13    |
| «Майнц 05»                 | Итого                         | Итого            | 116  | 30   | 7     | 1     | 5         | 3         | 128   | 34    |
| «Бохум»                    | Первая Бундеслига             | 2006/07          | 2    | 0    | 1     | 0     | 0         | 0         | 3     | 0     |
| «Бохум»                    | Первая Бундеслига             | 2007/08          | 17   | 5    | 1     | 0     | 0         | 0         | 18    | 5     |
| «Бохум»                    | Итого                         | Итого            | 19   | 5    | 2     | 0     | 0         | 0         | 21    | 5     |
| «Кайзерслаутерн» (аренда)  | Вторая Бундеслига             | 2006/07          | 7    | 0    | 0     | 0     | 0         | 0         | 7     | 0     |
| «Кайзерслаутерн» (аренда)  | Итого                         | Итого            | 7    | 0    | 0     | 0     | 0         | 0         | 7     | 0     |
| «Алемания (Ахен)»          | Вторая Бундеслига             | 2008/09          | 32   | 16   | 2     | 2     | 0         | 0         | 34    | 18    |
| «Алемания (Ахен)»          | Вторая Бундеслига             | 2009/10          | 30   | 14   | 2     | 3     | 0         | 0         | 32    | 17    |
| «Алемания (Ахен)»          | Вторая Бундеслига             | 2010/11          | 32   | 20   | 3     | 1     | 0         | 0         | 35    | 21    |
| «Алемания (Ахен)»          | Вторая Бундеслига             | 2011/12          | 31   | 6    | 1     | 0     | 0         | 0         | 32    | 6     |
| «Алемания (Ахен)»          | Итого                         | Итого            | 125  | 56   | 8     | 6     | 0         | 0         | 133   | 62    |
| Пирмазенс                  | Региональная лига «Юго-Запад» | 2014/15          | 13   | 4    | 0     | 0     | 0         | 0         | 13    | 4     |
| Пирмазенс                  | Региональная лига «Юго-Запад» | 2015/16          | 30   | 13   | 1     | 0     | 0         | 0         | 31    | 13    |
| Пирмазенс                  | Региональная лига «Юго-Запад» | 2016/17          | 23   | 3    | 0     | 0     | 0         | 0         | 23    | 3     |
| Пирмазенс                  | Итого                         | Итого            | 66   | 20   | 1     | 0     | 0         | 0         | 67    | 20    |
| Всего за карьеру           | Всего за карьеру              | Всего за карьеру | 372  | 115  | 19    | 8     | 5         | 3         | 396   | 126   |